# Мілов Вадим Маркович
Вадим Маркович Мілов (рос. Вадим Маркович Милов; нар. 1 серпня 1972) — швейцарський шахіст російського походження, гросмейстер від 1994 року.

## Шахова кар'єра
До року 1992 грав за збірну Радянського Союзу i Росії, зокрема, того самого року здобув у Буенос-Айресі звання віце-чемпіона світу серед юнаків до 20-ти років. Наступні результати почав показувати як представник Ізраїлю. 1993 року здобув звання міжнародного майстра, наступного року — гросмейстера. Того самого року виступив за збірну Ізраїлю на шаховій олімпіаді в Москві. Від 1996 року в розіграшах представляє Швейцарію, 2000 року взяв участь в Олімпіаді в Стамбулі.
Тричі взяв участь у чемпіонатах світу ФІДЕ, які проходили за нокаут-системою:
- 1997 Гронінген — пройшов до 3-го раунду, в якому поступився Кірілу Георгієву[2],
- 1999 Лас-Вегас — поразка в 1-му колі від Бартоломея Мачеї[3],
- 2001 Москва — пройшов до 3-го раунду, в якому поступився Петрові Свідлеру[4].

Досягнув багатьох турнірних успіхів, виграв чи поділив 1-ше місце, зокрема в таких містах як: Братто (2001), Москва (2002,
Aeroflot Open), Бенаске (2002), Ашдод (2003), Лозанна (2003), Генуя (2003), Санто-Домінго (2003), Мерида (2003, 2005 i 2006), Женева (2004), Севілья (2004), Сан-Марино (2006), Філадельфія (2006, World Open), Морелія (2007), Чикаго (2007, разом з Юрієм Шульманом) i на турнірі в Гібралтарі (2009, разом з Петром Свідлером). 2005 року досягнув значного успіху, перемігши в дуже сильному турнірі зі швидких шахів Corsica Masters на Корсиці. На тому турнірі переміг підряд Аркадія Найдіча, Юдіт Полгар, Золтана Алмаші, a у фіналі здолав 3 — 1 Вішванатана Ананда.
Найвищий рейтинг Ело дотепер мав станом на 1 липня 2008 року, досягнувши 2705 пунктів, посідав тоді 28-ме місце в світовій класифікації ФІДЕ.

## Зміни рейтингу
| На цьому місці має відображатися графік чи діаграма, однак з технічних причин його відображення наразі вимкнено. Будь ласка, не видаляйте код, який викликає це повідомлення. Розробники вже працюють для того, щоби відновити штатне функціонування цього графіка або діаграми. | |
| | На цьому місці має відображатися графік чи діаграма, однак з технічних причин його відображення наразі вимкнено. Будь ласка, не видаляйте код, який викликає це повідомлення. Розробники вже працюють для того, щоби відновити штатне функціонування цього графіка або діаграми. |